# 중국석유화공집단공사

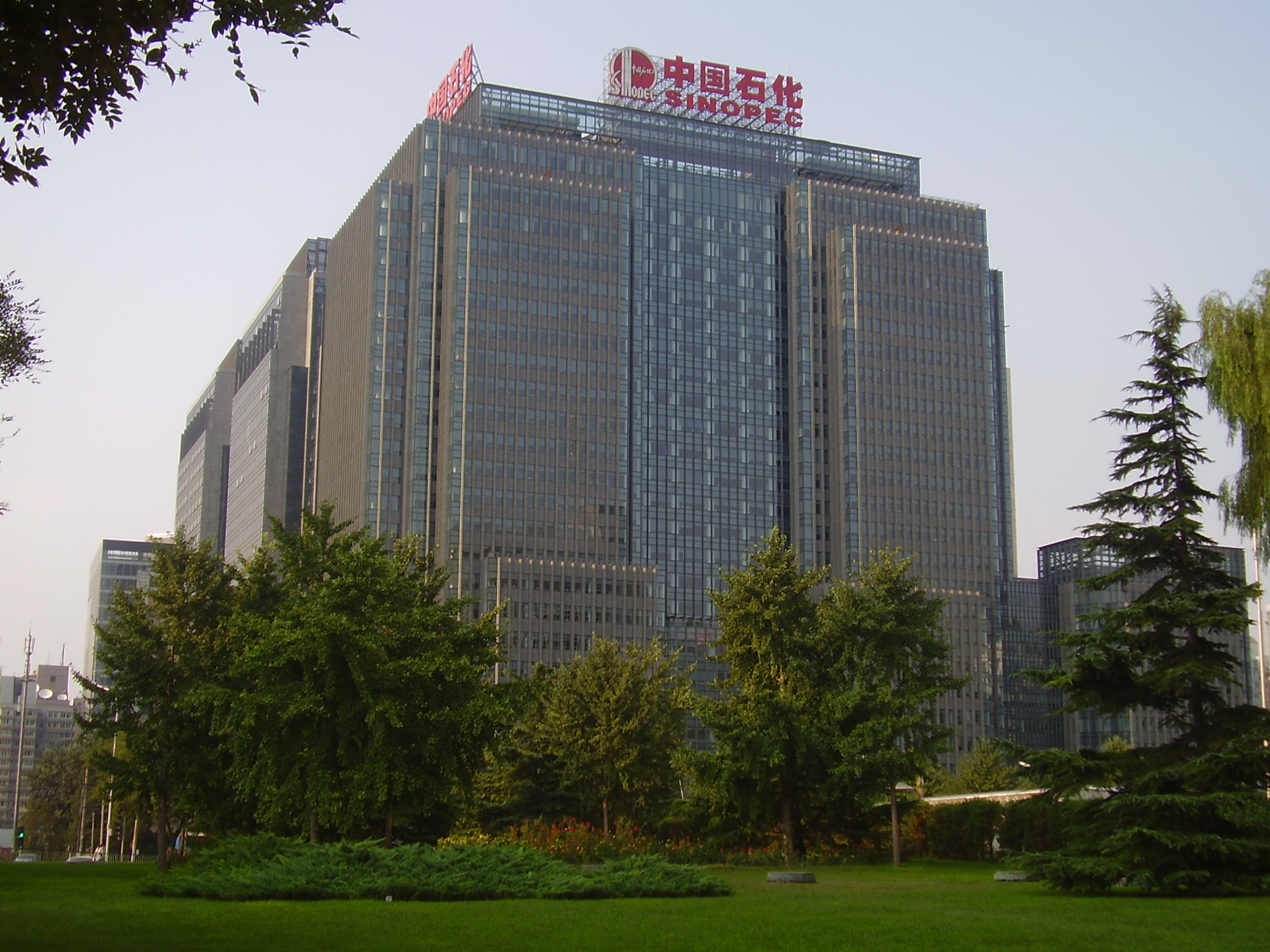

중국석유화공집단공사(中国石油化工集团公司, China Petrochemical Corporation) 또는 시노펙 그룹(Sinopec Group)은 세계 최대의 정유, 가스, 석유화학 복합기업으로, 국무원국유자산감독관리위원회(SASAC)의 관리를 받는다. 본사는 베이징시 차오양먼와이에 위치해 있다.
시노펙 그룹은 2020년 포춘 글로벌 500 목록에서 2위를 차지했다.
포춘 글로벌 500에 따르면 시노펙은 세계에서 소득 면에서 가장 큰 에너지 기업이며 중국과 세계에서 최대의 국유 기업이다.
중국석유화공집단공사

## 역사
중국석유화공집단공사(중국석화)는 1998년에 설립된 중국의 주요 국영 석유 및 화학 기업이다. 설립 이후, 중국 석화는 석유 및 가스의 탐사, 생산, 정제, 화학 제품의 제조 및 판매 등 다양한 사업을 통해 빠르게 성장하였으며, 현재 세계에서 가장 큰 석유화학 기업 중 하나로 자리 잡고 있다.

## 주요 사업 분야
- 석유 및 가스 탐사: 국내외에서 석유 및 가스 자원을 탐사하고 개발하는 사업.
- 정제: 원유를 정제하여 다양한 석유 제품을 생산하는 과정.
- 화학 제품 생산: 석유화학 제품, 플라스틱, 비료 등 다양한 화학 제품을 제조함.
- 유통: 생산된 제품을 국내외 시장에 유통하는 사업.

## 기술 혁신
중국석화는 기술 혁신을 통해 경쟁력을 강화하고 있다. 최근에는 신장위구르 지역에서 1만 미터 깊이의 초심층 유정 시추를 계획하고 있다. 이는 기술적 도전과 자원의 효율적 활용을 목표로 하고 있다. 또한, 사할린III 프로젝트를 통해 러시아와의 협력을 강화하며 에너지 자원 확보 전략을 추진하고 있다.

## 환경적 책임
중국석화는 친환경 기술 개발에 힘쓰고 있으며, 서방의 제재 속에서도 아프리카에 환경 기술을 수출하는 목표를 세우고 있다. 이는 지속 가능한 발전을 위한 노력의 일환으로, 글로벌 환경 문제 해결에 기여하고자 하는 의지를 보여준다.

## 사회적 기여
중국석화는 다양한 사회적 기여 활동을 통해 지역 사회와의 관계를 강화하고 있다. 기업의 사회적 책임을 다하기 위해 환경보호, 교육지원, 지역 개발 등 다양한 프로그램을 운영하고 있으며, 이를 통해 지속 가능한 발전을 도모하고 있다.

## 같이 보기
- 중국석유화공

1. ↑  최경선특파원 (2007년 9월 3일). “중국석유화공, 3년째 中최대기업”. 매일경제. 2024년 9월 19일에 확인함.